# Bovec
Bovec là một khu tự quản (tiếng Slovenia: občine, số ít – občina) trong vùng Goriška của Slovenia. Bovec có diện tích 367.3 km2, dân số là theo điều tra ngày 31 tháng 3 năm 2002 là 3138 người. Thủ phủ khu tự quản Bovec đóng tại Bovec.